# Leon Wegner

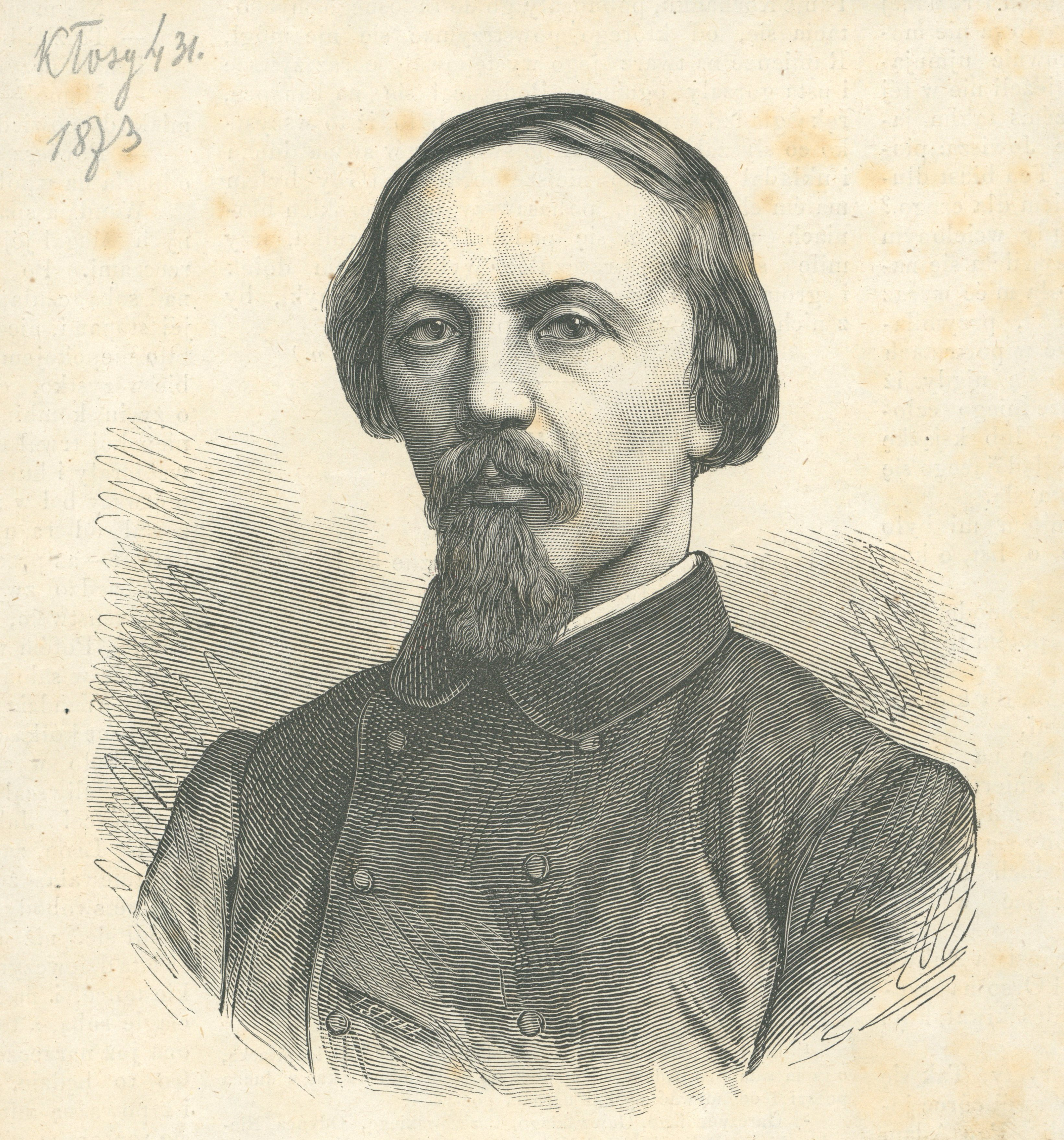
Leon Wegner

Leon Wegner (* 31. März 1824 in Posen; † 9. Juli 1873 ebenda) war ein preußisch-polnischer Jurist, Ökonom, Historiker und Politiker der polnischen Bevölkerungsgruppe in der preußischen Provinz Posen.

## Leben
Leon Wegner studierte bis 1849 Rechtswissenschaft in Breslau. Anschließend war er zunächst als Rechtsanwalt tätig und wurde dann Justitiar und Syndikus des erzbischöflichen Generalkonsistoriums in Posen. Er war Mitbegründer und erster Generalsekretär der Polnischen Gesellschaft der Wissenschaftsfreunde, Direktionsmitglied der Gesellschaft für Wissenschaftshilfe und Verfasser mehrerer politisch-historischer Schriften.
Von 1854 bis 1855 und von 1863 bis 1873 war er Mitglied des Preußischen Abgeordnetenhauses. Außerdem war er 1867 Abgeordneter des Wahlkreises Bromberg 5 (Gnesen, Wongrowitz) im Konstituierenden Reichstag des Norddeutschen Bundes. Er gehörte der Polnischen Fraktion an.